# Tataouine (guvernement)
Tataouine (arabiska ولاية تطاوين Taţāwīn) är ett guvernement i södra Tunisien. Det är Tunisiens sydligaste och gränsar till Algeriet i väst och Libyen i öst. I norr gränsar Tataouine till guvernementen Médenine och Kébili.
Tataouine är landets till ytan största guvernement men sett till befolkning dess näst minsta. Vid folkräkningen 2014 var invånarantalet 149 453.
Den administrativa huvudorten är staden Tataouine. Guvernementet inrättades 1 mars 1981 då Tataouine bröts ut från Médenine.

## Administrativ indelning

### Distrikt
Guvernementet är indelat i sju distrikt (mutamadiyah):
| Distrikt       | Befolkning (2014) |
| -------------- | ----------------- |
| Tataouine Nord | 61,431            |
| Tataouine Sud  | 34,344            |
| Smâr           | 14,793            |
| Bir Lahmar     | 8,460             |
| Ghomrassen     | 15,957            |
| Dhehiba        | 4,295             |
| Remeda         | 10,173            |

Distrikten är i sin tur indelade i mindre enheter som kallas sektorer (imada).